# فوسفات النحاس الثنائي
فوسفات النحاس الثنائي هو مركب كيميائي صيغته Cu3(PO4)2، ويوجد على هيئة صلب أزرق مخضر.

## التحضير
يحضر هذا المركب من تفاعل أكسيد النحاس الثنائي أو هيدروكسيد النحاس الثنائي أو كربونات النحاس القاعدية مع حمض الفوسفوريك.
{\displaystyle \mathrm {3\ CuCO_{3}+2\ H_{3}PO_{4}\ {\xrightarrow {\ 70^{o}C\ }}\ Cu_{3}(PO_{4})_{2}+3\ H_{2}O+3\ CO_{2}\uparrow } }
بأسلوب آخر يمكن تحضير هذا المركب من تفاعل فوسفات ثنائي الصوديوم مع كبريتات النحاس الثنائي:
{\displaystyle \mathrm {2\ Na_{2}HPO_{4}+3\ CuSO_{4}\ \longrightarrow \ Cu_{3}(PO_{4})_{2}+Na_{2}SO_{4}+2\ NaHSO_{4}} }

## الخواص
يوجد المركب في الشروط القياسية على هيئة صلب أزرق مخضر، وهو عملياً غير منحل في الماء. للمركب بنية معقدة.

## الاستخدامات
يستخدم هذا المركب في مجال صناعة الخضب.